# Felix Hnat

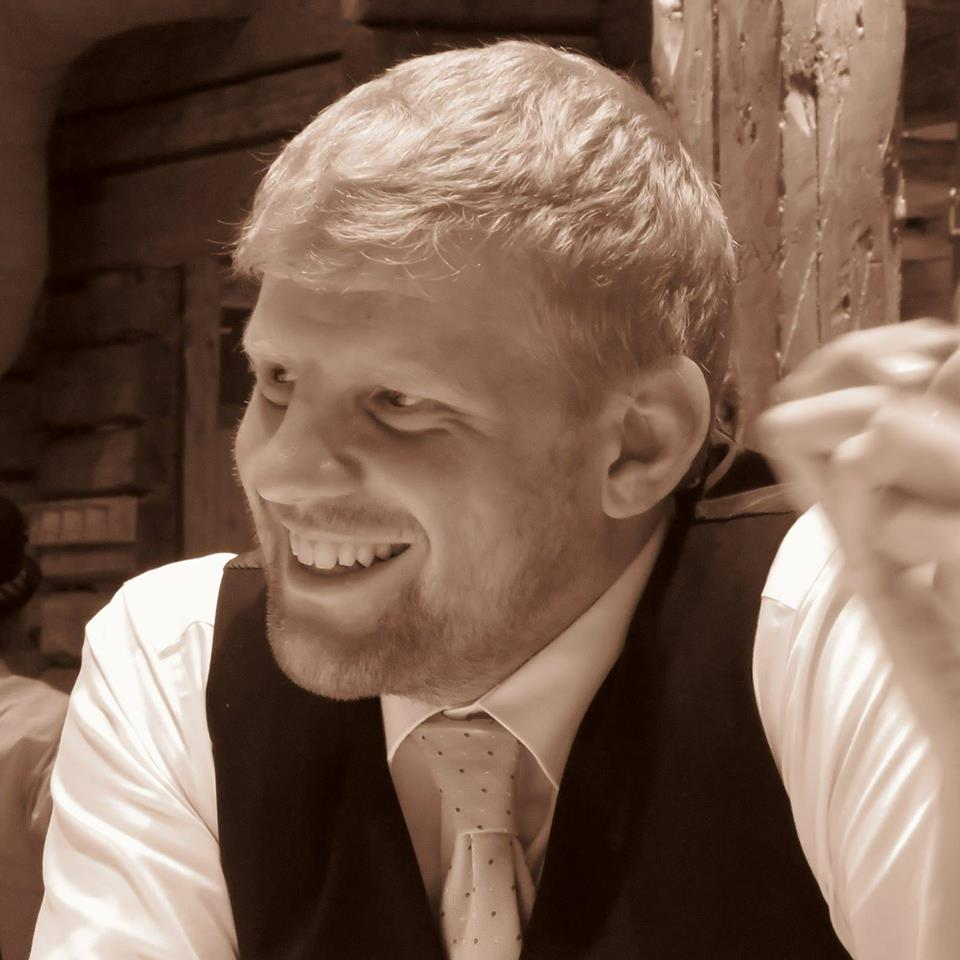
Felix Hnat (2015)

Felix Hnat (* 15. Juli 1982 in Wien) ist ein österreichischer Tierschutzaktivist und Obmann des Vereins Vegane Gesellschaft Österreich (VEGAN.AT) und einer der bekanntesten Veganer Österreichs.
Hnat war der Zweitangeklagte neben Martin Balluch im Wiener Neustädter Tierschützerprozess. Er wurde am 2. Mai 2011 in allen Anklagepunkten nicht rechtskräftig freigesprochen. Teile des Verfahrens wurden wiederholt und am 27. Mai 2014 wurde er endgültig in allen Anklagepunkten freigesprochen.

## Leben
Hnat studierte Volkswirtschaft an der Wirtschaftsuniversität Wien. Er schloss das Studium 2006 ab, sein Diplomarbeitsthema lautete „Agrarsubventionen aus einer tierrechtlerischen Perspektive“. Sein Doktorat der Wirtschaftssoziologie „musste“ er aufgrund des Tierschutzprozesses abbrechen.
Er lebt vegan, ist unverheiratet und hat keine Kinder.

## Engagement für Tierrechte und die vegane Lebensweise
Sein Engagement begann Hnat als Aktivist beim Verein Gegen Tierfabriken (VGT). Seine Proteste gegen Pelzverkauf sowie vor allem das Kontaktieren von Modehäusern wie Kleider Bauer führte zu seiner Verwicklung in den Tierschutzprozess.
Direkt nach dem ersten nicht rechtskräftigen Freispruch arbeitete Hnat ein Jahr in Berlin als Projektmanager für das Umweltschutzprojekt GV-nachhaltig, wo er Großküchen beriet.
Seit 2005 engagiert sich Hnat als Obmann des Vereins Vegane Gesellschaft Österreich, wo er auch für die Öffentlichkeitsarbeit zuständig ist. Er ist außerdem Präsident des Vereins Europäischen Vegetarier-Union. In dieser Rolle hat er 2020/2021 eine erfolgreiche Kampagne gegen die Ausweitung des Bezeichnungsschutzes für Milch geführt. Als Obmann der Veganen Gesellschaft Österreich ist er außerdem juristisch Hauptorganisator diverser Veranstaltungen: Veganmania Sommerfest in Wien, Veggie Planet Messen, Vegan Planet Messe in Wien sowie dem Wiener Vegan Ball.
Hnat war Vortragender auf dem IMF in Lindau am Bodensee, dem Backkolloquium der VDB, der Branchentagung der Österreichischen Gemeinschaftsverpflegung, einer Veranstaltung im EU-Parlament, der Gastmesse in Salzburg, dem RIGI Symposium 2020 der Zoos im DACH-Raum und dem REGAL Molkereiforum 2020.
Hnat ist immer wieder in den Medien zu sehen. Teils in Fachmedien und Dokumentationen, teils in Sendungen mit Infotainmentcharakter, wie z. B. „Triff deinen Feind“.